# Robots e Imperio
Robots e Imperio (título original en inglés: Robots and Empire) es una novela de ciencia ficción escrita por Isaac Asimov y publicada por primera vez en 1985 por la editorial Doubleday. Es la continuación de Los robots del amanecer, dentro de Serie de los robots. Esta novela es, cronológicamente, la anterior a la siguiente serie de Asimov, la Serie del Imperio Galáctico, y en la que el robot Daneel Olivaw se erige como un personaje de gran importancia en la historia de la humanidad.

## Argumento
El mundo originario de Gladia Solaria, Solaria, ha sido abandonado. Ya han pasado 200 años después de aquel encuentro; Baley ha muerto, y la longeva solariana deja pasar sus últimos años; cuando, los incipientes colonos de la Tierra, y al frente un descendiente de Elijah Baley, solicitan permiso para recuperar los miles y miles de robots que habrán quedado abandonados en Solaria. Gladia es la única nativa de aquel planeta que queda y necesitarán su ayuda.
Otro viejo conocido de Baley, el doctor Kelden Amadiro, también ve cómo pasan sus últimos años sin poder detener la expansión de la Tierra y colonizar la Galaxia para los auroranos. Los robots humaniformes fracasaron, ha muerto Fastolfe, y sin embargo sigue sin poder vencer la oposición de una fuerza invisible: la de R. Daneel Olivaw y R. Giskard Reventlov, humaniforme uno, mentalista el otro. Pero, gracias a la aparición de un joven genio, Mandamus, y a la inesperada comprensión de Vasilia, la hija de Fastolfe, la especialista robótica que en su juventud dotó inconscientemente a Giskard de su capacidad, Amadiro encontrará una forma de deshacerse por fin de la odiada Tierra.
Existe un trascendental diálogo entre dos personajes de la obra -Elijah Baley y Han Fastolfe- en el cual ambos concuerdan en que el bien de la especie humana se encuentra en su expansión geográfica, es decir, la colonización de la Galaxia por el hombre. Tal desafío debe ser afrontado por los terrícolas o por los espaciales, o por ambos a la vez. La no colonización significará la decadencia de la humanidad. Esta idea enlaza con la expuesta claramente en la novela El fin de la Eternidad. La colonización será el leitmotiv de toda la Saga de la Fundación.

## Descripción de los personajes
- Gladia: es la protagonista de esta historia, aunque no es realmente el personaje más importante. Nació en Solaria pero vive en Aurora.
- R. Daneel Olivaw: es uno de los dos robots que Fastolfe regaló a Gladia. Es de forma humanoide. En esta novela empieza a gestarse el mito de Daneel como el Guardián Secreto de la humanidad, por mandato de Elijah Baley y R. Giskard Reventlov.
- R. Giskard Reventlov: es el otro robot que Fastolfe regaló a Gladia. Es capaz de reconducir la voluntad de los seres humanos pero siempre con cuidado de no violar ninguna ley incluyendo en su caso la Ley Cero. Su apariencia delata que es un robot, puesto que no tiene ningún parecido con la forma humaniforme.
- Kelden Amadiro: es el antagonista. Profesa un profundo odio hacia cualquier persona, robot, hecho u objeto que tenga algo que ver con su antiguo y difunto rival el profesor Fastolfe. Ahora es director del Instituto de Robótica.
- Daneel Giskard Baley (D.G.): mercader procedente de Baleymundo y descendiente directo tanto de Bentley Baley (hijo de Elijah Baley y fundador de Baleymundo) como de Elijah Baley. Es el que desencadena toda la historia.
- Elijah Baley: policía terrícola. Es considerado un héroe por toda la raza humana gracias a sus logros en las negociaciones con los espaciales en relación a la colonización de otros planetas (política expansionista). La historia ocurre 160 años después de su muerte.
- Profesor Han Falstolfe: fue un importante político de Aurora y un padre postizo para Gladia. Apoyó a Elijah Baley y a la Tierra en su política expansionista. Muere justo antes del comienzo de la historia.

## Definiciones útiles para entender la novela
- Solaria: planeta natal de Gladia, aparentemente abandonado debido a la decisión de sus habitantes de cortar lazos con el resto de la Galaxia. Es en ese periodo que los solarianos provocan mutaciones a fin de variar hacia el hermafroditismo, lo cual favorece su necesidad de aislamiento extremo. (cabe destacar que esta situación responde a su carácter espacial de longevidad extrema, resistencia al reemplazo y trabajo robótico). Solaria es redescubierta por Golan Trevize durante su expedición en busca de la Tierra. (Fundación y Tierra, Isaac Asimov).
- Aurora: planeta de residencia de Gladia y el más poderoso de los 50 Mundos Espaciales.
- Baleymundo: mundo colonizado por el terrestre Ben Baley, hijo de Elijah Baley y lugar de nacimiento de D.G. Baley. Este planeta después sería conocido como Comporellon.
- Instituto de Robótica: organismo aurorano que se encarga de diseñar y legislar todo lo relacionado con los robots.
- Tres Leyes de la Robótica: son 3 normas que son impuestas a los robots al programarlos y que son completamente inquebrantables a no ser que asuman la Ley Cero que solo asumen Daneel y Giskard. Son las siguientes:
  - Ley Zeroth: Un robot no puede realizar ninguna acción, ni por inacción permitir que nadie la realice, que resulte perjudicial para el conjunto de la humanidad, aun cuando ello entre en conflicto con las otras Tres Leyes.

1. Un robot no puede dañar a un ser humano ni, por inacción, permitir que éste sea dañado.
2. Un robot debe obedecer las órdenes dadas por los seres humanos excepto cuando estas órdenes entren en conflicto con la Primera Ley.
3. Un robot debe proteger su propia existencia hasta donde ésta protección no entre en conflicto con la Primera Ley ni con la Segunda Ley.

Cuando un robot incumple cualquiera de las 3 últimas leyes su cerebro positrónico queda inutilizado para siempre puesto que están impuestas en sus circuitos por lo que R. Giskard al acatar la ley Cero queda inutilizado porque esta entra en conflicto con la Primera Ley.
- Terraformación: proceso al que han de someterse todos los planetas colonizados antes de poder habitarlos de manera natural (sin generadores de oxígeno, climatizadores...). Consiste en que el primer asentamiento habita una cúpula en la que se cultivan vegetales y se van sembrando por el resto del planeta para crear una atmósfera adecuada aparte de fertilizar el suelo con el compost de las primeras plantas que deben ser especialmente resistentes.
- Espaciales: raza o subespecie humana que descienden de los primeros terrícolas que conquistaron otros mundos y que se diferencian de los terrícolas en que su vida es mucho más longeva y su sociedad acepta los robots a la vez que rechazan el alcohol y el tabaco. Los terrícolas son mucho más numerosos que ellos, aunque, físicamente, ambas razas tienen la misma capacidad reproductora. Los espaciales carecen socialmente de esta puesto que no están dispuestos a ser reemplazados rápidamente. En la novela hay una afirmación en el sentido de que los terrícolas (y sus vástagos directos: los colonos) y los espaciales se han diferenciado a tal grado genéticamente, que la procreación es imposible entre ellos; pero, sobre la misma, se afirma que tal hipótesis no es algo comprobado, dando margen a la posibilidad de que sí sea posible el intercambio genético. La relación entre las dos razas es de la siguiente manera: colonos y terrícolas pertenecen a la misma especie y se diferencian de los espaciales por los cambios que estos últimos realizaron en su biología (longevidad extrema, escasa resistencia a las enfermedades infecciosas) y por las características de sus sociedades: basada la sociedad colono-terrícola en la expansión demográfica y geográfica y en el trabajo humano directo, y la espacial basada en el inmovilismo, el conformismo y el trabajo robótico. Sin embargo, en el concepto de dos personajes importantes, Elijah Baley (terrícola) y Han Fastolfe (espacial), tanto unos como otros, pertenecen a la misma especie humana. Baley, en su emotiva agonía final, mandata expresamente a R. Daneel Olivaw su cuidado como partes del mismo gran tapiz que es la humanidad.